# مارکوس لو
مارکوس لو (انگلیسی: Markus Löw؛ زادهٔ ۴ آوریل ۱۹۶۱) بازیکن فوتبال اهل آلمان است.
از باشگاه‌هایی که در آن بازی کرده‌است می‌توان به باشگاه فوتبال اس‌وی زاندهاوزن و باشگاه فوتبال فرایبورگ اشاره کرد.